# Joshua Redman

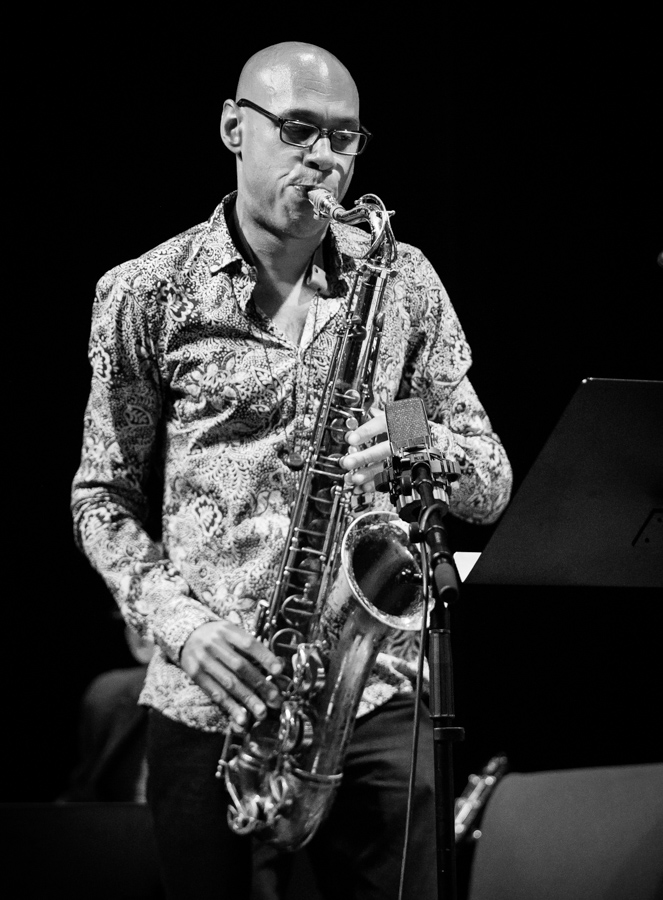
Joshua Redman, Kongsberg Jazzfestival 2017

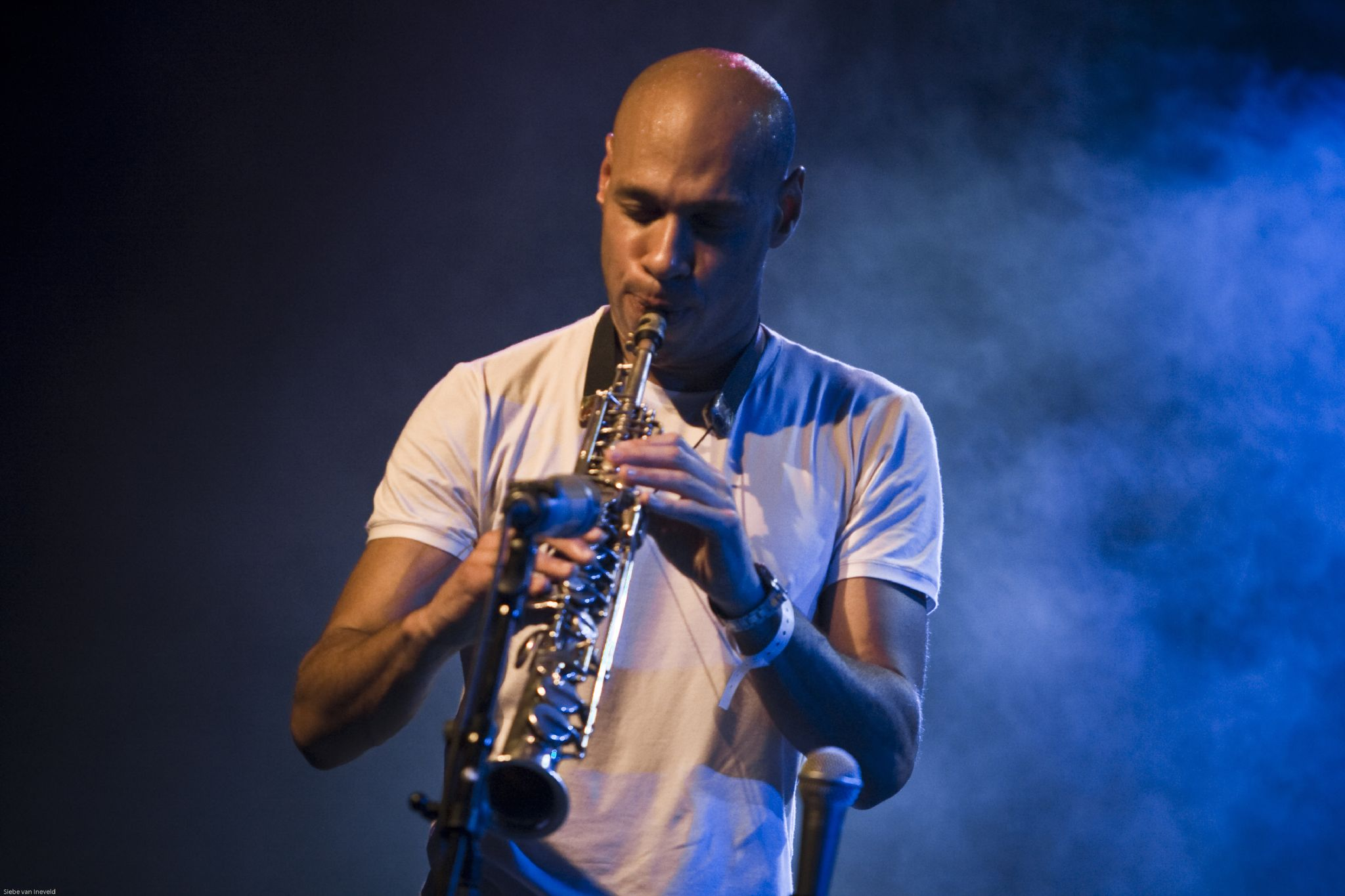
Joshua Redman op het North Sea Jazz Festival in 2007

Joshua Redman (Berkeley (California), 1 februari 1969) is een jazzsaxofonist. 
Hij studeerde in 1991 summa cum laude af in sociale studies  aan de Harvard-universiteit, waar hij lid was van Phi Beta Kappa.  Datzelfde jaar won hij ook de Thelonious Monk International Jazz Saxophone Competition, waarna hij zich volledig is gaan richten op zijn muzikale carrière. Hij is een van de meest prominente vertegenwoordigers van de neo-bop in de hedendaagse jazz. Joshua Redmans debuut-cd Wish werd opgenomen met jazzgrootheden Charlie Haden en Pat Metheny. Vervolgens start hij in 1994 zijn eigen kwartet waarvan wel gezegd wordt dat het een van de succesvolste combinaties is geweest van de afgelopen 2 decennia. Zijn drie bandgenoten, pianist Brad Mehldau, bassist Christian McBride en drummer Brian Blade groeiden sedertdien alle drie uit tot bandleiders en behoren tot de top in de hedendaagse jazz met hun eigen ensembles.

## Discografie
- (1993) Wish (met Pat Metheny, Charlie Haden en Billy Higgins)
- (1994) Mood Swing
- (1994) Joshua Redman Captured live
- (1995) Spirit of the Moment Live at Village Vanguard
- (1996) Freedom in the Groove
- (1998) Timeless Tales
- (2000) Beyond
- (2001) Passage of Time
- (2002) Elastic
- (2005) Momentum - Joshua Redman Elastic Band
- (2007) Back East
- (2009) Compass (met Brian Blade, Gregory Hutchinson, Larry Grenadier en Reuben Rogers)
- (2013) Walking Shadows
- (2014) Trios Live
- (2016) Nearness (met Brad Mehldau)
- (2018) Still Dreaming (met Ron Miles, Scott Colley en Brian Blade)
- (2019) Come What May
- (2019) Sun on Sand (met Brooklyn Rider)
- (2020) RoundAgain (met Brian Blade, Christian McBride en Brad Mehldau)
- (2022) LongGone (met Brian Blade, Christian McBride en Brad Mehldau)
- (2023) where are we
- (2025) Words Fall Short

- Bibliothèque nationale de France: cb13956232s (data)
- CiNii: DA16217715
- Gemeinsame Normdatei: 135535123
- International Standard Name Identifier: 0000 0001 1511 5423
- Library of Congress Control Number: nr92022891
- Nationale Bibliotheek van Letland: 000149081
- MusicBrainz: b00a17c3-72b2-4e39-96f9-770ba6cf4573
- Nationale Bibliotheek van Tsjechië: xx0026415
- Nationale Bibliotheek van Israël: 987007440050005171
- Nederlandse Thesaurus van Auteursnamen: 162705689
- SNAC: w6zq6j5w
- Système universitaire de documentation: 086949837
- Virtual International Authority File: 67684254
- WorldCat: E39PBJw8Vj9tXtxGHmTRbxpMfq